# SN 2010ia
SN 2010ia – supernowa typu Ia odkryta 16 września 2010 roku w galaktyce A035656+0830. W momencie odkrycia miała maksymalną jasność 17,30m.